# Jump (cântec de Madonna)
„Jump” este ultimul single al Madonnei de pe albumul Confessions on a Dance Floor. A fost compusǎ de Madonna, Joe Henry și Stuart Price.